# Ellen Sinding
Ellen Sinding, född Buttedahl 17 april 1899 i Haugesund, död 28 april 1980, var en norsk skådespelare. Hon var gift med Leif Sinding och dotter till skådespelaren och skulptören Sæbjørn Buttedahl och skådespelaren Clare Petrea Margrethe Benelli.
Ellen Sinding filmdebuterade 1922 i Kjærlighet paa pinde. Under 1920-talet medverkade hon också filmerna Til sæters (1924), Vägarnas kung (1926), Fjeldeventyret och Sju dagar för Elisabeth (båda 1927). År 1932 spelade hon i Fantegutten, 1933 i Jeppe på bjerget och 1936 i kortfilmen Vi vil oss et land..., som blev hennes sista filmroll.

## Filmografi
- 1922 – Kjærlighet paa pinde
- 1924 – Til sæters
- 1926 – Vägarnas kung
- 1927 – Fjeldeventyret
- 1927 – Sju dagar för Elisabeth
- 1932 – Fantegutten
- 1933 – Jeppe på bjerget
- 1936 – Vi vil oss et land... (kortfilm)